# 패시지 (밴드)
패시지(The Passage)는 잉글랜드 맨체스터 출신의 포스트펑크 밴드이다. 할레 관현악단 출신의 타악기 연주자 리처드 위츠가 1978년 결성하였다. 위츠는 밴드의 음반을 프로듀싱하고 대부분의 음반에서 노래를 불렀다. 상업적으로 큰 성공을 거두지는 못했지만, 가장 성공적인 노래는 1982년 존 필의 페스티브 피프티에서 41위를 차지한 〈XOYO〉였다. 이 곡은 존 케이지의 우연성 음악 작곡 기법이 대중음악에서도 성공적으로 적용될 수 있는지 알아보기 위한 실험으로, 〈XOYO〉는 체리 레드의 컴필레이션 음반 《Pillows & Prayers》에도 수록됐다. 이후 밴드는 1983년 해체됐다.
리처드 위츠는 현재 에든버러 대학교, 골드스미스 대학 등에서 학생을 가르쳤으며, 현재는 랭커셔주의 에지힐 대학교에서 교수로 재직하고 있다. 앤디 윌슨은 주로 이비사의 클럽 및 라디오에서 DJ로 활동하고 있고, 조 매케치니는 리버풀에서 거주하면서 프로듀서, 리믹서 및 DJ로 활동하고 있다. 2003년 패시지의 모든 음반이 LTM 레이블을 통해 5장의 CD로 재발매 및 리마스터링되었다.

## 디스코그래피

### 정규 음반
- Pindrop - Object Music (1980년 10월)
- For All and None - Night & Day (1981년 7월)
- Degenerates - Cherry Red (1982년 6월)
- Enflame - Cherry Red (1983년 3월)

### 싱글 및 EP
- New Love Songs EP - "Love Song" / "The Competition" / "Slit Machine" / "New Kind of Love" (Object Music OM2) (1978년 12월)
- About Time EP - "Taking My Time" / "Clock Paradox" / "16 Hours" / "Time Delay" (Object Music OM8) (1979년 10월)
- "Devils and Angels" / "Watching You Dance" (Night & Day AMPM 24.00) (1981년 2월)
- "Troops Out" / "Hip Rebels" (Night & Day AMPM 22.00) (1981년 5월)
- "XOYO" / "Animal in Me" (Cherry Red CHERRY 35) (1982년 5월)
- "Wave" / "Angleland" (Cherry Red CHERRY 50) (1982년 10월)
- "Sharp Tongue" / "BRD USA GDR JFK" (Cherry Red CHERRY 58) (1983년 3월)

### 컴필레이션 음반
- Through the Passage - Cherry Red (1983년 11월)
- Seedy - Cherry Red (1997년 재발매)
- BBC Sessions - LTM (2003년 3월)